# Бурса (корпус НаУКМА)
Бу́рса — будівля, яка належить до університетського містечка національного університету «Києво-Могилянська академія» (9-й корпус). Побудована за проектом випускника Києво-Могилянської академії Івана Григоровича-Барського. Будівля була початково спланована як гуртожиток (бурса), де проживали студенти старої академії і була одноповерховою. В 1811 році після пожежі було добудовано другий поверх. На будівлі встановлено меморіальну дошку Семену Гулаку-Артемовському.
У будівлі розташовувалась духовна семінарія з 1816 по 1832 рік, з 1832 року — Києво-Подільське духовне повітове училище, за часів СРСР — Київський факультет Одеської державної морської академії. Наразі в будівлі розміщуються Науково-педагогічний центр доуніверситетської підготовки, правнича клініка, приймальна комісія та освітні студії КМА.